# Les Arpenteurs du monde
Les Arpenteurs du monde (Die Vermessung der Welt) est un roman de Daniel Kehlmann paru en 2005 en allemand et traduit en français en 2007 par Juliette Aubert.
Il raconte, mêlés à des éléments de fiction, les biographies du mathématicien Carl Friedrich Gauss (1777–1855) et du géographe naturaliste Alexander von Humboldt (1769–1859).

## Résumé
Le roman commence en 1828 avec le voyage de Carl Friedrich Gauss, le « prince des mathématiques » qui se rend, accompagné de son fils Eugène, à un congrès de naturalistes à Berlin, en réponse à l'invitation de l'explorateur géographe Alexander von Humboldt. Le texte fait ensuite un retour dans le temps pour présenter ensuite l'enfance et les premières découvertes des deux personnages, en alternant entre chacun d'eux. Il décrit ensuite la courte période du congrès au cours de laquelle ils se sont côtoyés avant de terminer en décrivant le sort du fils de Gauss.

## Réception
Le roman devint rapidement un succès de librairie en Allemagne (37 semaines passées en tête du classement des vents du Spiegel, puis dans le monde entier, atteignant la deuxième place du classement du New York Times sur les meilleures ventes internationales de livres de l'année 2006. 
Il est adapté au cinéma sous le même titre en 2012, dans un film germano-autrichien de Detlev Buck.

## Commentaires
Le roman est consacré aux biographies de deux personnages très connus du public en Allemagne, où ils sont généralement considérés comme des héros de l'histoire des sciences du XIXe siècle. Leur renommée, surtout pour Gauss, est également importante au niveau international. Dans Les Arpenteurs du monde, Kehlmann les dépeint sans ménagement, avec beaucoup d'ironie, en faisant un portrait éloigné de l'image traditionnelle de ces personnages illustres. La science, en plein développement au XIXe siècle, est un élément central du roman, l'intrigue s'articulant autour des découvertes successives d'Humboldt et de Gauss.

## Distinctions
- 2005 : Finaliste du Prix du livre allemand (Deutscher Buchpreis)[8].
- 2006 : Prix Kleist pour Daniel Kehlmann à la suite du succès du roman[9]

## Éditions françaises
- Daniel Kehlmann (trad. Juliette Aubert), Les Arpenteurs du Monde, Actes Sud, coll. « Lettres allemandes », 2007  (ISBN 2-7427-6545-X)
- rééd. poche, Babel, n°940, Actes Sud, 2009, 304 pages  (ISBN 978-2-7427-8061-7)

## Adaptation au cinéma
- 2012 : Les Arpenteurs du monde, film germano-autrichien réalisé par Detlev Buck